# Aure sur Mer
Aure sur Mer è un comune francese di nuova costituzione in Normandia, dipartimento del Calvados, arrondissement di Caen. Il 1º gennaio 2017 è stato creato accorpando i comuni di Russy e Sainte-Honorine-des-Pertes.